# Hypoestes incompta
Hypoestes incompta är en akantusväxtart som beskrevs av S. Elliot. Hypoestes incompta ingår i släktet Hypoestes och familjen akantusväxter. Inga underarter finns listade i Catalogue of Life.